# Desculturação
Desculturação (por vezes grafado como deculturação) é um conceito criado, segundo uma fonte, pelo antropólogo brasileiro Darcy Ribeiro. Trata-se de um processo que consiste na perda de elementos ou traços culturais em um indivíduo ou em indivíduos.Conforme Ullman, a decultuação pode ocorrer devido a:
- marginalização gradativa, em virtude de rechaçamento, de parte de um grupo social dominante;
- decadência moral;
- cataclismos que se abalaram a comunidade decadente, sem forcas para se reerguer.
- abandono ou ilhamento de uma população.

Para Darcy Ribeiro, a deculturação era a primeira etapa da aculturação, que, por sua vez, consiste na aquisição de elementos culturais novos por meio de uma socialização em um povo ou nação diferente. Nesse sentido, a deculturação tem por elementos básicos:
- "seu caráter compulsório expresso no esforço por inviabilizar a manifestação da cultura própria e por impossibilitar sua transmissão";[3]
- a incorporação em um novo corpo de compreensões (uma nova cultura).

## Exemplo: o êxodo rural no Brasil
Conforme Darcy Ribeiro, o êxodo rural no Brasil na segunda metade do século XX gerou uma desculturação na parcela marginalizada da população. Esses indivíduos, que já detinham um patrimônio cultural escasso devido à desculturação gerada pela escravidão, tiveram praticamente todo seu patrimônio inutilizado devido à troca do campo pela cidade. Assim, eles sofreram uma nova marginalização social, econômica e cultural. As antigas técnicas com que eles construíam suas casas e fabricavam seus produtos foram perdidas, pois não valiam mais nesse novo ambiente. Então, conforme explica Ribeiro, essas massas se veem obrigadas a reinventaram a vida urbana "a partir de sua miséria e ignorância". Essas novas criações, contudo, são vistas pelo resto da sociedade como problemas a serem resolvidos. Por exemplo, sua solução para a falta de moradia, as favelas, devem ser erradicadas; suas técnicas de curandeirismo devem ser proibidas, etc. Ribeiro conclui que "só resta a esperança de que, a partir desse patamar inferior", e desvinculados de qualquer tradição que os ligue ao passado, "não sobrará mais nada a essas camadas marginalizadas do que caminhar para o futuro".